# Último gobierno constitucional del reinado de Alfonso XIII

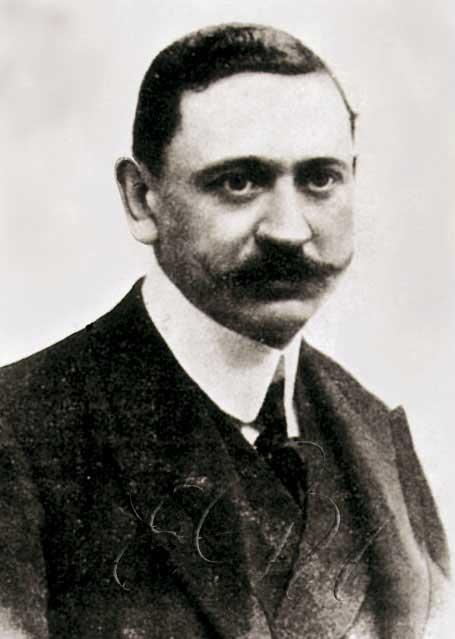
Manuel García Prieto, presidente del último gobierno constitucional del reinado de Alfonso XIII

El último gobierno constitucional del reinado de Alfonso XIII se formó en España el 7 de diciembre de 1922 bajo la presidencia del liberal Manuel García Prieto. Solo estuvo nueve meses en el poder porque el golpe de Estado de Primo de Rivera de septiembre de 1923 puso fin al periodo constitucional del reinado de Alfonso XIII. Sin embargo, la valoración de la actuación de este gobierno ha sido y es objeto de un importante debate historiográfico ya que de ella depende la interpretación del golpe de Estado de Primo de Rivera: ¿puso fin a un sistema moribundo, como afirman los historiadores pesimistas, o abortó el proceso de democratización del régimen político de la Restauración, como afirman los optimistas?.

## La llegada al poder de la Conjunción Liberal
A comienzos de 1922 las cinco facciones en que se había dividido el Partido Liberal —de mayor a menor peso, las encabezadas por Manuel García Prieto, el conde de Romanones, Santiago Alba, Rafael Gasset Chinchilla y Niceto Alcalá-Zamora—, iniciaron un proceso de reagrupamiento que culminó el 8 de abril con la presentación de un programa conjunto en un acto celebrado en el Palacio del Senado. "Allí se anunció el propósito de reformar la Constitución a fin de limitar la discrecionalidad del gobierno para suspender las garantías, asegurar la libertad de conciencia, democratizar el Senado y garantizar la independencia del Poder Judicial. En Marruecos, se reduciría la actividad militar y se dotaría al protectorado de una administración civil. Y se acometería una reforma fiscal y una reducción del gasto público para paliar el déficit del Estado. Era un programa de liberalismo clásico".
En las semanas siguientes se formalizó la alianza de las cinco facciones, dando nacimiento a la Conjunción Liberal, de la que también formó parte el Partido Reformista de Melquiades Álvarez. Como ha señalado el historiador Julio Gil Pecharromán, "no se trataba de la fusión en un solo partido, sino de una confederación de grupos de muy distinto peso, en la que cada uno intentaría mantener su independencia, aunque colaborando con los otros". El último en sumarse a la Conjunción fue el conde Romanones.
El 24 de noviembre de 1922 se debatió en el Congreso de los Diputados la cuestión de las responsabilidades por el desastre de Annual a partir del informe elaborado por una Comisión Parlamentaria de 21 miembros que había estudiado el expediente Picasso. El portavoz liberal en esta ocasión fue Niceto Alcalá-Zamora quien exigió que se depuraran las responsabilidades políticas –pero no las penales como pedían los diputados republicanos y socialistas- de los miembros del gobierno conservador de Manuel Allendesalazar que estaba en el poder cuando ocurrió el desastre. La propuesta supuso un duro golpe para el gobierno conservador de José Sánchez Guerra porque dos de los ministros de Allendesalazar, que eran también miembros del gabinete de Sánchez Guerra, y un tercero, Gabino Bugallal, que era el presidente del Congreso de Diputados, dimitieron, a pesar del apoyo que les ofreció el presidente del gobierno Sánchez Guerra. El 5 de diciembre, tras un agrio debate en el Congreso sobre la cuestión de las responsabilidades, Sánchez Guerra presentó su dimisión al rey.  Solo hora y media después Alfonso XIII nombraba a Manuel García Prieto presidente del gobierno. "Durante cuatro años, los liberales habían luchado para recuperar las riendas del Estado… Ahora tendrían la ocasión de poner en marcha las reformas prometidas, que recuperasen la confianza popular en el sistema político y sacaran al país del marasmo en que le había sumido la prolongada crisis social y política", comenta Julio Gil Pecharromán.
El 7 de diciembre se constituyó el nuevo gobierno, del que formaban parte todos los líderes de las facciones que habían constituido la Conjunción Liberal, aunque el reformista Melquiades Álvarez no quiso ser ministro y el puesto reservado a su partido, la cartera de Hacienda, fue ocupado por José Manuel Pedregal. Junto a García Prieto que detentaba la presidencia, estaban Santiago Alba, ministro de Estado; el conde de Romanones, en Gracia y Justicia; Rafael Gasset, en Fomento; y Niceto Alcalá-Zamora, al frente del ministerio de Guerra. Junto a ellos, el garcíaprietista duque de Almodóvar del Valle, en Gobernación; Luis Silvela, en Marina; el romanonista Joaquín Salvatella en Instrucción Pública; y el albista Joaquín Chapaprieta en Trabajo. "Era, propiamente, un Gabinete de concentración… Sus pesos pesados estaban dispuestos a tolerarse mutuamente, pero solo hasta cierto punto".

## El programa reformista del nuevo gobierno
Según el historiador Eduardo González Calleja, el gobierno presentó un "ambicioso programa de reformas: ley agraria, reafirmación del poder civil con un cambio de política en Cataluña y Marruecos, fomento de las obras públicas, reducción del déficit presupuestario mediante una reforma fiscal progresiva que incluía la implantación de un impuesto extraordinario sobre los beneficios de guerra y legalización de todas las organizaciones obreras dentro de una política laboral de acusado tono intervencionista, que preveía el arbitraje obligatorio de los conflictos, la participación obrera en los beneficios de las empresas o la creación de los fondos de pensiones".
El programa del gobierno también incluía la reforma de la Constitución de 1876. Concretamente del artículo 11 (con el establecimiento de la libertad de cultos), el 17 (limitación del poder del Gobierno para la suspensión de las garantías constitucionales), 20-22 (democratización del Senado, transformado en una especie de cámara de representación corporativa) y 32 (obligación de reunir las Cortes cuatro meses al año). La reforma constitucional se completaba con el establecimiento del sistema de representación proporcional.
Según Shlomo Ben Ami, el programa reformista del gobierno respondía al hecho de que el "sistema bipartidista [de la Restauración] ya no representaba, suponiendo que los hubiese representado alguna vez, los complejos anhelos políticos y sociales de una sociedad cambiante". Así el gabinete de García Prieto "se caracterizó realmente por su intento de responder a las demandas populares". Como dijo el propio García Prieto, su gobierno tenía que responder a las presiones de la «opinión española, cada vez más decidida a vernos exigir responsabilidades ministeriales» y por ello, según Ben Ami, "se lanzó a una política de democratización y reforma que alarmó a los intereses creados".
En efecto, el programa reformista encontró en seguida la oposición de los poderes fácticos (Ejército, Iglesia, Corona, burguesía industrial) y de los otros partidos del sistema (conservadores, mauristas, Lliga Regionalista, Partido Social Popular), y también de los de fuera del él, como socialistas y republicanos.
El resultado fue que "el programa reformista pronto se fue diluyendo en la inoperancia y las claudicaciones", "aunque la opinión pública comenzó a tomar mayor interés por las cuestiones parlamentarias".
Shlomo Ben Ami reconoce que "los resultados prácticos de la nueva política del gobierno" "fueron escasos", pero "lograron suscitar los temores de los conservadores", especialmente contra el ministro de Estado Santiago Alba, a quien se recordaría como el iniciador de una ofensiva contra «la religión, la propiedad y el ejército».

### Las elecciones del 29 de abril de 1923
Como desde diciembre de 1922 las Cortes estaban suspendidas, el gobierno obtuvo del rey los decretos de disolución y de convocatoria de elecciones para el día 29 de abril. El día 6 de ese mes el gobierno presentó su programa electoral en que el punto fundamental era la democratización del sistema político, mediante la reorganización del Senado, la regulación de la suspensión de las garantías constitucionales, el mantenimiento de las sesiones de las Cortes al menos cuatro meses al año, etc.
Sin embargo, el gobierno no se arriesgó a perder las elecciones y recurrió a la vieja política para conseguir una mayoría amplia en las Cortes. Entonces se desató la lucha en el seno de la Conjunción Liberal entre las seis facciones que la integraban, buscando cada una la mayor cantidad de puestos posibles en el encasillado para aumentar su peso político en la coalición y satisfacer las expectativas de las respectivas clientelas (los "amigos políticos"). Como el ministerio de la Gobernación, que era el que distribuía los diputados en el encasillado, estaba ocupado por un garcíaprietista y albistas, romanonistas y reformistas tenían bases territoriales sólidas, los grandes sacrificados fueron los zamoristas y los gassetistas".
Así pues, las esperanzas depositadas en el nuevo gobierno de que llevaría a cabo una democratización real del sistema se vieron frustradas. El día 22 de abril se proclamaron las candidaturas que habían resultado elegidas en virtud del artículo 29 de la ley electoral al haberse presentado un único candidato en la circunscripción, y que fueron nada menos que 146 (86 liberales y 50 conservadores), por lo que más de un tercio del electorado fue privado de su derecho al voto (hubo provincias completas, como la de Córdoba, en la que no se votó porque en los diez distritos que la integraban solo se presentó un candidato). En los distritos que sí hubo elecciones intervino el sistema caciquil para que salieran elegidos los diputados que habían sido designados en el encasillado, con lo que las elecciones solo fueron auténticas en las grandes ciudades, como Madrid, donde sorprendentemente ganaron los socialistas. Así fue como la Concentración Liberal logró la esperada mayoría absoluta: 220 diputados frente 121 conservadores, 11 republicanos, 7 socialistas, 6 carlistas y 22 pertenecientes a diferentes grupos regionalistas. De los 220 diputados liberales 96 fueron garcíaprietistas, 48 romanonistas, 40 albistas, 20 reformistas, 8 gassetistas y otros 8 zamoristas.
A pesar del método antidemocrático de elección de las Cortes, estas, según Shlomo Ben Ami, "ejercieron sus funciones más concienzudamente y con mayor energía que en cualquier tiempo anterior desde la restauración", como reconocieron los socialistas que declararon que el parlamento estaba «haciendo efectiva una función democrática que hasta entonces había sido un simulacro sarcástico», y como puso en evidencia el debate sobre las responsabilidades por la derrota de Annual, que según el socialista Indalecio Prieto, fue «un síntoma de la redención del parlamento español». Una opinión compartida por el presidente del Congreso de los Diputados, Melquiades Álvarez, quien afirmó que las sesiones de las Cortes en que se habían debatido la cuestión de las responsabilidades, «honraban al régimen parlamentario» y que entonces las Cortes «empezaron a adquirir el sentido de ser un órgano de opinión». Una valoración sostenida también por los republicanos Eduardo Ortega y Gasset, quien dijo que el golpe de Primo de Rivera había impedido un proceso de «madurez nacional», y Marcelino Domingo, quien afirmó que «las Cortes se volvieron una institución demasiado rebelde para los poderes autocráticos». El embajador británico escribió a su gobierno que en España la opinión pública «se ha hecho sentir incuestionablemente» y el conservador Juan de la Cierva reconoció que el debate de las responsabilidades tenía «la virtud de elevar el espíritu del pueblo».
El protagonismo del parlamento preocupó a los sectores más conservadores y autoritarios, como el católico Partido Social Popular que advirtió que si la Comisión de responsabilidades seguía provocando «rebelión y desesperación» (el republicano nacionalista catalán Lluís Companys acababa de pedir una «revolución que os barriera a todos, y con vosotros al rey»), habría que encontrar una solución a la crisis «dentro o fuera del parlamento». Uno de los promotores del golpe de Primo de Rivera afirmó que lo que unió a los sectores que apoyaron el golpe fue el «odio al parlamento».

## La política religiosa y la oposición de la Iglesia Católica
El primer conflicto con la Iglesia católica se produjo con motivo de un proyecto de Real Decreto del ministro de Gracia y Justicia, conde de Romanones, que pretendía poner bajo el control del Estado todos los bienes del patrimonio histórico-artístico. El rey se puso del lado de la jerarquía eclesiástica y el 9 de marzo de 1923 se negó a firmar el Real Decreto.
Mucho más grave fue el conflicto provocado por el proyecto del gobierno de reformar el artículo 11 de la Constitución de 1876, que establecía la confesionalidad católica del Estado español, para «restablecer el respeto a la libertad de conciencia», como afirmó el presidente García Prieto. Los obispos españoles se movilizaron y llegaron a amenazar con la denuncia del Concordato de 1851 e incluso con la difusión de un manifiesto en el que pedirían a los electores católicos que no votaran las candidaturas liberales en las elecciones convocadas para el 29 de abril. Ante la campaña de la jerarquía católica el presidente del gobierno García Prieto acabó cediendo y retiró ese punto del programa de gobierno, lo que provocó la dimisión el 3 de abril del único ministro reformista del gabinete, José Manuel Pedregal, que será sustituido en la cartera de Hacienda por el liberal Miguel Villanueva.

## La "debilidad" de la política de orden público en Cataluña
En cuanto a la cuestión del pistolerismo anarquista en Cataluña, García Prieto decidió seguir con la política civilista y negociadora iniciada por el gobierno anterior del conservador Sánchez Guerra, que en un intento de apaciguar al sector radical de la CNT había destituido al duro general Severiano Martínez Anido como gobernador civil de Barcelona, lo que había levantado las protestas de las organizaciones patronales catalanas. Pero los atentados continuaron, incluso fuera de Cataluña, donde tuvieron lugar los dos que tuvieron un mayor impacto: el que costó la vida al gobernador civil de Bilbao y, sobre todo, el asesinato en junio en Zaragoza del cardenal Juan Soldevila, "partidario de la mano dura contra el extremismo social", según Ben Ami. Tres meses antes, en marzo de 1923, había sido asesinado el dirigente moderado y antiterrorista de la CNT, Salvador Seguí.
La política "flexible" del gobierno fue contestada y boicoteada por las "fuerzas vivas" catalanas" y «denunciada» por su «debilidad» y su «criminal falta de patriotismo» por la prensa conservadora barcelonesa, incluida La Veu de Catalunya, el órgano de la Lliga Regionalista de Francesc Cambó.
La burguesía catalana encontró en el capitán general Miguel Primo de Rivera a su principal valedor frente a la política «claudicante» del gobernador civil Francisco Barber nombrado por el gobierno. El alineamiento de los sectores conservadores con Primo de Rivera se pudo comprobar el 6 de junio de 1923 durante el entierro del subcabo del Somatén José Franquesa, asesinado pocas horas antes. En ese acto Primo fue aclamado como el salvador de Cataluña mientras que el gobernador civil era insultado como «representante del Único».
Ese mes de junio Primo de Rivera, junto con el gobernador civil de Barcelona, fue llamado a Madrid por el presidente del gobierno García Prieto para advertirle que dejara de socavar su política en Cataluña. Primo de Rivera respondió exigiendo plenos poderes para la declaración del estado de guerra y poner fin así a la huelga del transporte, al terrorismo y a las manifestaciones «separatistas». "En un gesto que quiso ser salomónico, García Prieto pensó destituir a ambos representantes del poder estatal [al gobernador civil y a Primo de Rivera], pero el rey se negó a firmar el decreto de cese del capitán general. Primo fue acogido en triunfo a su retorno a Barcelona [el 23 de junio], y eludió la negativa del Gobierno a declarar el estado de guerra ordenando la clausura de Solidaridad Obrera y la detención de Ángel Pestaña y otros dirigentes cenetistas moderados", afirma Eduardo González Calleja. Según Shlomo Ben-Ami, "el fracaso de la misión de Primo de Rivera en Madrid significaba que no había medio alguno, salvo su derribo por la fuerza, de apartar al gobierno constitucional de su política de conciliación de clases en Cataluña".
Junto con la «política de orden» el otro elemento que selló la alianza de Primo de Rivera y la alta burguesía catalana fue la promesa de proteger su industria con la elevación de los aranceles a las importaciones, precisamente la política contraria que estaba aplicando el gobierno de García Prieto que había negociado con países como Gran Bretaña, Francia, Alemania o Estados Unidos la rebaja de los aranceles que debían pagar sus productos cuando entraban en el mercado español, con el fin de reducir los precios interiores y favorecer las exportaciones, especialmente las agrícolas. Una política que había levantado agrias protestas por parte de la Cámara de Comercio e Industria de Cataluña. Poco después de dar el golpe, Primo de Rivera declaró que las rebajas arancelarias acordadas por el gobierno de García Prieto habían constituido una decisión «criminal».

## El "problema de Marruecos"

### La política sobre Marruecos y la dimisión de Alcalá-Zamora

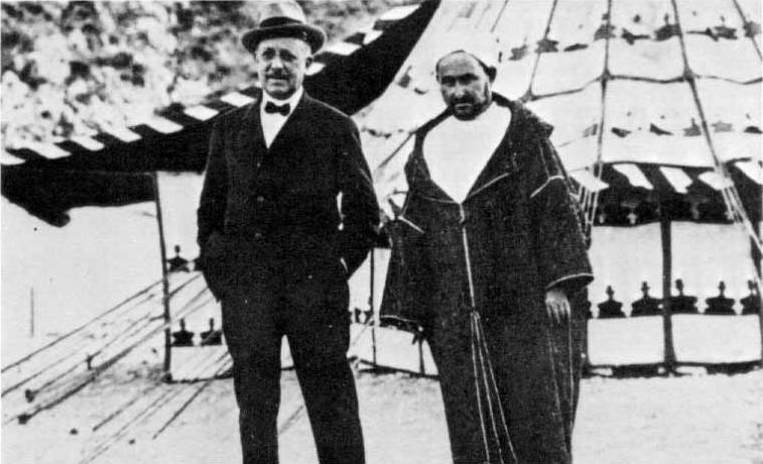
Abd el-Krim junto con el empresario español Horacio Echevarrieta, enviado por el gobierno español para negociar la liberación de los militares españoles prisioneros tras el desastre de Annual.

Según escribió en sus Memorias Joaquín Chapaprieta, "durante la vida toda de aquel gobierno no hubo lugar más que para el obsesionante problema de Marruecos con sus malhadadas derivaciones".
El gobierno de García Prieto continuó la política iniciada por el anterior, presidido por el conservador José Sánchez Guerra, de abandonar las grandes ofensivas, como pedían los oficiales africanistas del Ejército, y replegar las tropas españolas hacia posiciones más seguras, lo que, por otro lado, permitió repatriar varios contingentes de los 150.000 hombres desplegados en Marruecos y reducir el enorme gasto público que suponía la empresa marroquí. Todo ello estuvo acompañado de la negociación con los insurrectos, más concretamente con El Raisuni, jerife de Yebala, para lograr la pacificación del Protectorado español de Marruecos, lo que fue criticado por los altos mandos del Ejército que creían que antes de negociar se tenían que mejorar las posiciones militares en los frentes —partiendo del hecho de que tras el desastre de Annual la posición española en el Protectorado era bastante precaria—.
García Prieto culminó esta política con la sustitución de la administración militar por una civil dependiente del Ministerio de Estado, al que se traspasaron la mayor parte de las competencias sobre la política marroquí de la que hasta entonces se había ocupado el Ministerio de la Guerra, aunque manteniendo la concertación entre ambos departamentos —tarea que no iba a ser fácil debido a las relaciones poco cordiales que mantenían los titulares de ambas carteras, Santiago Alba y Niceto Alcalá-Zamora; este último se quejó en repetidas ocasiones de que el ministro de Estado Alba no le informaba sobre las decisiones que tomaba respecto del Protectorado—.  El 2 de enero de 1923 fue nombrado Alto Comisario Español en Marruecos, a propuesta del ministro de Estado Santiago Alba, Miguel Villanueva, pero dos días después este veterano político liberal fue operado a vida o muerte de una infección en el bazo, por lo que no podría ejercer el cargo hasta que no restableciera. El gobierno decidió entonces que el secretario general de la Alta Comisaría, Luciano López Ferrer, asumiera interinamente el cargo. El 17 de enero el Consejo de Ministros aprobaba el real decreto por el que se modificaba la estructura de la administración militar en el norte de África: se suprimía la Comandancia general de Larache y los otros dos comandantes generales, de Ceuta y de Melilla, pasaban a depender directamente del Alto Comisario, al suprimirse el cargo de general en jefe del Ejército de África.

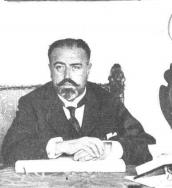
Santiago Alba, ministro de Estado del gobierno de Manuel García Prieto, en 1922.

Sin informar a Alcalá Zamora, Santiago Alba había iniciado las negociaciones con Abd el-Krim para la liberación de los oficiales y los soldados que habían sido hechos prisioneros por los rebeldes rifeños en el desastre de Annual. Alba había encargado la tarea al empresario Horacio Echevarrieta, rico naviero bilbaíno y diputado republicano que tenía intereses económicos en el Rif, por lo que mantenía una buena relación con los notables de la zona. El 27 de enero Alba anunció el éxito de la misión: la liberación de 326 militares –o 357 según otras fuentes-, que llevaban más de 18 meses viviendo en unas inhumanas condiciones de cautiverio, a cambio del pago de cuatro millones de pesetas, una importante cantidad de dinero para la época.

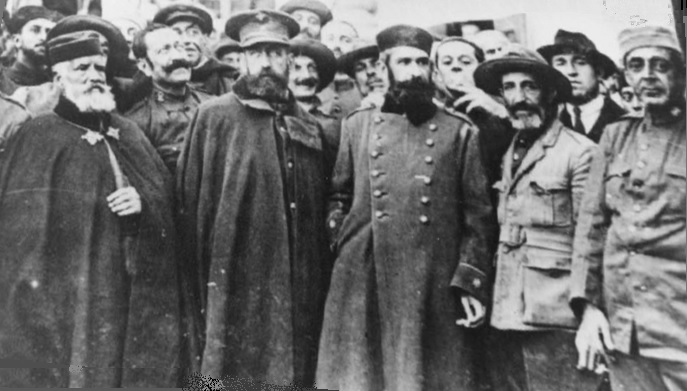
Jefes y oficiales españoles tras ser liberados después de las negociaciones que mantuvo el gobierno con Abd el-Krim y que un sector del ejército español calificó de "indignas"

Según Julio Gil Pecharromán, "la liberación de los prisioneros a cambio de dinero... [fue] recibida por muchos militares como una bofetada, una prueba de la desconfianza del gobierno liberal hacia la capacidad operativa de las Fuerzas Armadas, máxime cuando la prensa de la izquierda la presentó como una muestra del fracaso del militarismo y la burocracia que imperaban en el Ejército de África". Empezó a circular en los cuartos de banderas un manifiesto en el que se pedían sanciones para los que atentaban contra el honor del Ejército. El 6 de febrero el capitán general de Madrid, tras mantener una reunión con los generales y jefes de la guarnición, se presentó ante el ministro de la Guerra, Alcalá-Zamora para manifestarle que el Ejército se encontraba deprimido y vejado ante las campañas tendenciosas que ponen en entredicho [su] honor, aunque le dijo que pese a todo se mantendría fiel a los Poderes constituidos. Ese mismo día el capitán general de Cataluña, Miguel Primo de Rivera, reunía a los generales de su demarcación y enviaba un largo telegrama al ministro en el que pedía acciones de castigo contra los rifeños. Por su parte el comandante general de Melilla comunicó al ministro que los jefes y oficiales bajo su mando, con el alma amargada por los injustos ataques sufridos, acariciaban las más temerarias y quizás ilegales empresas, si no realizaba una actuación enérgica e inmediata, acallando a la prensa antiespañola y antipatriótica y poniendo en marcha una operación contra Alhucemas. Al gobierno también le llegaron noticias de que el rey simpatizaba con estas protestas. La respuesta del ministro Alcalá Zamora fue recordar a los militares que la política sobre Marruecos la determinaba el gobierno en un telegrama enviado a los capitanes generales en el que les ordenaba frenar toda tendencia colectiva o actos exteriores que causarían grave daño a los intereses del país y del Ejército, que son idénticos y nada puede ponerlos en pugna.
A las críticas al gobierno se sumaron también las entidades "patrióticas" como Acción Ciudadana, que en un manifiesto difundido 12 de febrero lo acusó de traición, e incluso la Iglesia por medio del vicario militar y patriarca de las Indias que dijo:

No merecería figurar entre naciones civilizadas la que, cobarde y egoísta, no lavara con sangre la odiosa ofensa que recibió… Injusto fuera no hacer mención de la unánime conducta del episcopado y clero español, el cual [da] a esta guerra de santa cruzada.

El 13 de febrero de 1923, ante el alargamiento de la convalecencia de Miguel Villanueva, el gobierno, a propuesta de Alba y en contra del parecer de Alcalá-Zamora que prefería a López Ferrer, nombró al ministro de Marina Luis Silvela, para el puesto de Alto Comisario Español en Marruecos. A partir de esa fecha se recrudeció el enfrentamiento entre Alba y Alcalá-Zamora, quien en una ocasión amenazó con dimitir. Alcalá-Zamora apoyaba la opinión de los mandos militares de que la repatriación parcial de los efectivos desplegados en Marruecos, que era la política que defendía Alba, pondría en peligro todo el dispositivo de defensa en torno al Rif, ya que los ataques de los rebeldes no habían desaparecido, aunque la situación era estable de los frentes. El Alto Comisario declaró más adelante que "lo importante ahora es señalar que somos partidarios de una política de protectorado en vez de una política de ocupación militar".
Simultáneamente se puso en marcha el plan de Alcalá-Zamora de sustituir las tropas de reemplazo desplegadas en Marruecos por tropas de voluntarios españoles, marroquíes y extranjeros (para los que se reservaba la Legión). El decreto de creación del Ejército voluntario del Protectorado fue publicado en la Gaceta de Madrid el 28 de marzo, y en el mismo se establecía que la fuerza de choque la constituirían los seis grupos de tropas Regulares marroquíes, con unos 16.000 hombres mandados por oficiales españoles. El reclutamiento de estas tropas fue muy rápido, pero no sucedió lo mismo con los voluntarios españoles, a pesar de los incentivos que se les ofrecieron. En el verano de 1923 solo se habían alistado algo más de cien hombres, por lo que el plan en este punto fue un completo fracaso.
Poco después el gobierno hizo público el plan elaborado por el ministro de Guerra Alcalá-Zamora de reducir el número de generales, jefes y oficiales del Ejército, cuyo número estaba sobredimensionado, lo que suponía una pesada carga para la Hacienda pública. «El país no puede sostener un ejército de tan gran dimensión», afirmó el gobierno. "Publicado en un momento en que la frustración del ejército alcanzaba su punto más alto, este comunicado no podía interpretarse de otro modo que como una agresión más a los intereses corporativos del ejército. La triste realidad era, según un órgano militar, que las autoridades civiles negligían por completo las necesidades del ejército".

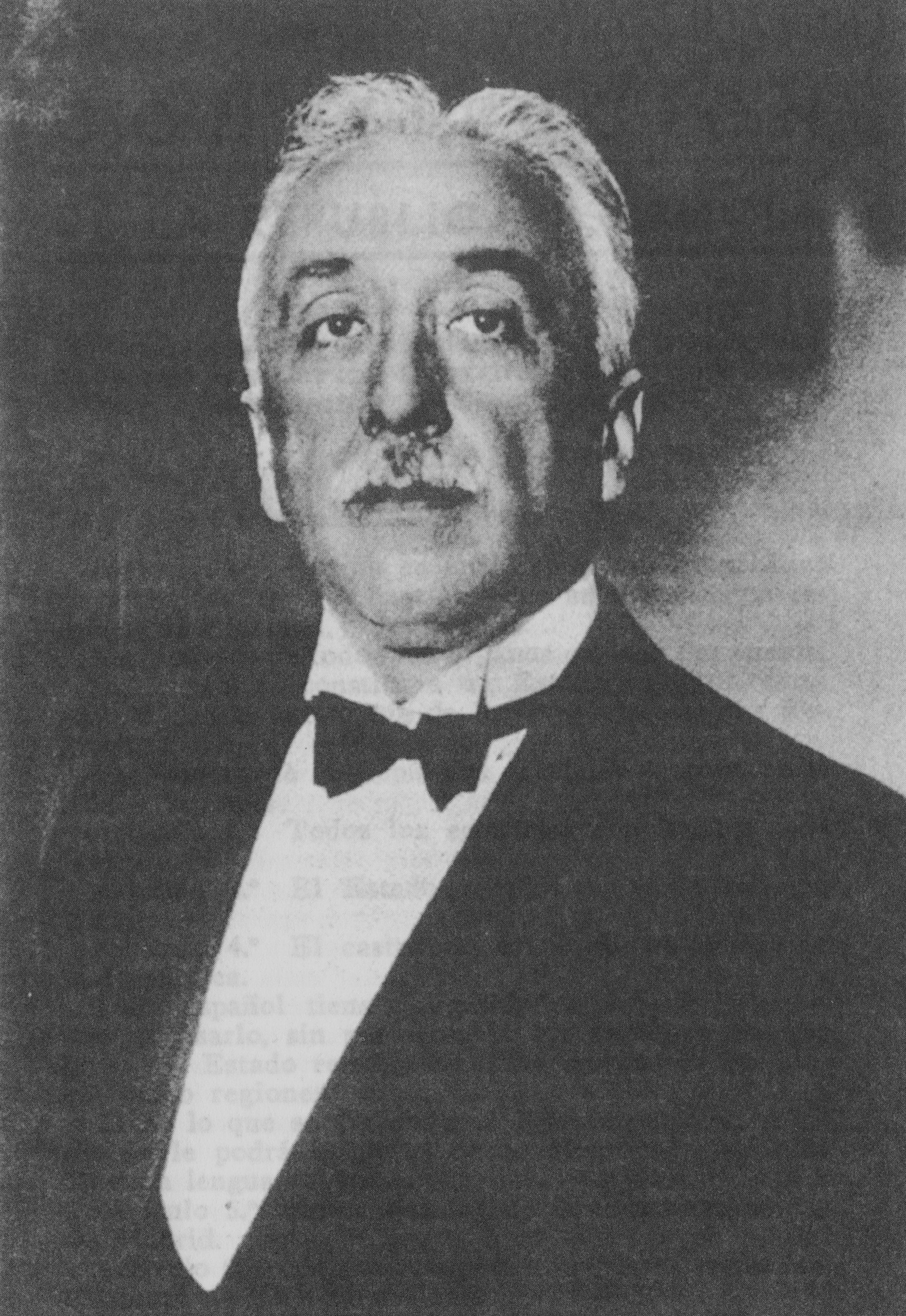
Niceto Alcalá-Zamora.

Durante la reunión del gobierno celebrada el 16 de mayo de 1923 el ministro de Estado Santiago Alba informó del resultado de las negociaciones que había mantenido el Alto Comisario Luis Silvela con los líderes rifeños, y anunció que, si bien con Abd el-Krim habían fracasado, con El Raisuni habían tenido éxito, y que el acuerdo se había formalizado en un documento firmado el 6 de abril. En el mismo se reconocía una gran autonomía a El Raisuni sobre la zona de la Yebala y se le concedía la facultad del mantenimiento del orden y «de la tranquilidad y seguridad en general» en la cabilas de su territorio y que además colaboraría con la Alta Comisaría en la pacificación de todo el Protectorado, lo que implicaba que no sería desarmado. Recibiría del gobierno español 5.000 pesetas mensuales en concepto de gastos de policía y administración. Nada más terminar su exposición Alba, el ministro de Guerra, Niceto Alcalá-Zamora, estalló, quejándose de que no había sido informado de las negociaciones en un asunto que afectaba directamente al Ejército de África, y oponiéndose radicalmente al acuerdo, porque le parecía inadmisible que se le permitiera tener su propia administración y su propia fuerza armada. Además mostró su total disconformidad con la paralización de las operaciones militares en el Protectorado. Como el presidente y el resto de ministros apoyaron a Alba, Alcalá-Zamora presentó su dimisión irrevocable, que se hizo pública el 25 de mayo, coincidiendo con el cese del conde de Romanones como ministro de Gracia y Justicia por pasar a ocupar la presidencia del Senado. El general Luis Aizpuru fue quien sustituyó a Alcalá-Zamora al frente del ministerio de Guerra. La postura de Alcalá-Zamora fue apoyada por varios generales.
En este ambiente surgió en Madrid un primer núcleo conspirativo militar formado por cuatro generales, por lo que recibió el nombre de El Cuadrilátero. Estos cuatro generales pensaron que la solución al conflicto entre un sector del Ejército y el gobierno era un movimiento militar encabezado por un general de prestigio. Tras descartar por diferentes razones al general Valeriano Weyler, y al general Francisco Aguilera y Egea, el Cuadrilátero encontró el candidato ideal en el capitán general de Cataluña, Miguel Primo de Rivera, que se había enfrentado al gobierno a causa de la "debilidad" de su política respecto al "orden público" en Cataluña.

### La cuestión de las responsabilidades por el "desastre de Annual"
Las conclusiones del informe sobre el desastre de Annual encargado por el gobierno de Manuel Allendesalazar en agosto de 1921 al general Juan Picasso se hicieron públicas en abril de 1922 —previamente, en octubre de 1921, el diputado socialista Indalecio Prieto había denunciado ante las Cortes las supuestas connivencias del rey con el general Manuel Fernández Silvestre, que mandaba las tropas que fueron masacradas, y también las responsabilidades del Alto Comisario en Marruecos, el general Dámaso Berenguer—. Quedaron imputados 76 mandos militares, entre ellos el general Berenguer, que fue destituido como Alto Comisario. El 20 de julio de 1922 se formó en las Cortes una comisión parlamentaria para estudiar el "expediente Picasso", pero las discrepancias que surgieron en su seno, entre los conservadores que defendían la depuración de las responsabilidades exclusivamente militares y los liberales y las izquierdas que querían ampliarlas a los gobiernos de Allendesalazar y Maura, obligaron al gobierno conservador de José Sánchez Guerra a presentar la dimisión, siendo sustituido por Manuel García Prieto. El 10 de diciembre de 1922 se celebraron varias manifestaciones en toda España exigiendo responsabilidades al rey, a los militares y a los gobiernos implicados.
A principios de 1923 se produjeron las primeras condenas de militares en relación con el desastre de Annual. El teniente coronel Francisco Jiménez Arroyo fue sentenciado a 18 años de prisión por el Tribunal Supremo de Justicia Militar, mientras que otros oficiales eran condenados a severas penas en consejos de guerra celebrados en Melilla. También fue procesado el general Navarro, mientras los generales Dámaso Berenguer y José Cavalcanti, miembro del Cuadrilátero, estaban en espera de juicio. Esos procesos levantaron las críticas de los militares porque solo se estaba juzgando a miembros del Ejército y no a los políticos. El periódico La Correspondencia militar expresó ese estado de ánimo cuando exigió que debían ser castigados todos y no solo los que ya habían expiado ya parte de su culpa en el cautiverio y en el martirio.
Las nuevas Cortes salidas de las elecciones de abril de 1923 abordaron de inmediato la cuestión de las responsabilidades. El 11 de julio se volvió a formar una Comisión de Responsabilidades, integrada por 21 diputados de todos los grupos, cuyo objetivo sería formular «una proposición de acusación ante el Senado contra las personas que hayan contraído responsabilidad con motivo de la acción parlamentaria de España en Marruecos». Sin embargo, cuando la Comisión recabó del gobierno una serie de documentos de la Junta de Defensa Nacional, el gobierno se negó a entregarlos, y su labor terminó bruscamente cuando el 24 de julio se iniciaron las vacaciones parlamentarias. La Comisión ya no volvería a reunirse a causa del golpe de Estado de Primo de Rivera de septiembre de 1923.
Según Shlomo Ben Ami, una de las razones del apoyo del rey al golpe sería precisamente la cuestión de las responsabilidades, ya que "por primera vez después de la restauración, el parlamento y una de sus comisiones se habían vuelto simplemente incompatibles con la voluntad real". "La proyectada sesión de las Cortes del 2 de octubre de 1923 para ocuparse del informe de la Comisión de responsabilidades, que se suponía que iban a incriminar al mismo rey, constituía para él una pesadilla", afirma Ben Ami. Para llegar a esta conclusión se apoya en una entrevista que Julián Besteiro concedió al diario The New York Times tras el golpe de Primo de Rivera en la que el diputado socialista reveló que la comisión vio sólidas pruebas documentales de la responsabilidad del rey en el desastre de Annual, y en el hecho de que "los pronunciados se apoderaran rápidamente de los archivos de la Comisión Picasso a la mañana siguiente del golpe".

### Claudicación en la política de Marruecos y nueva crisis de gobierno

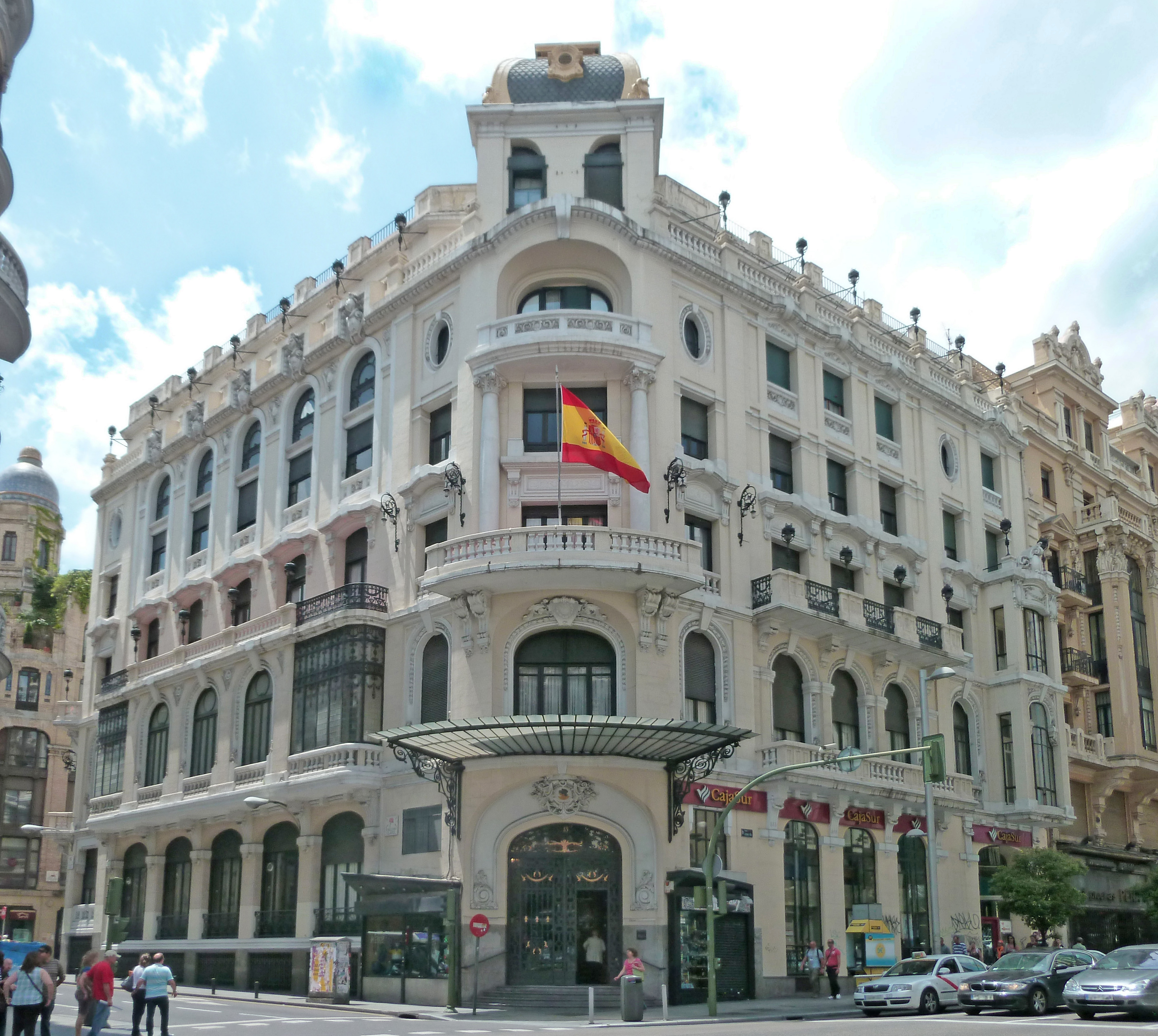
Casino Militar de Madrid

En julio y agosto de 1923 se acentuó el conflicto entre una parte del Ejército y el gobierno a propósito de la cuestión de Marruecos. Todo comenzó cuando el 8 de julio el general Severiano Martínez Anido, nada más tomar posesión de su cargo al frente de la Comandancia General de Melilla, suspendió las negociaciones que se estaban manteniendo con los rebeldes rifeños y propuso en cambio un plan de ataque sobre la bahía de Alhucemas. A principios de agosto un grupo de generales, entre los que se encontraba Primo de Rivera, se reunió en el Casino Militar de Madrid para apoyar el plan ofensivo del general Severiano Martínez Anido, advirtiendo al gobierno que «el ejército no toleraría por más tiempo ser un juguete en manos de políticos oportunistas».

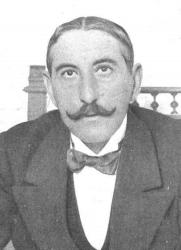
Rafael Gasset Chinchilla, ministro de Fomento que dimitió a principios de septiembre de 1923 por estar en desacuerdo con la "reactivación" de la política sobre el Protectorado español de Marruecos, siendo sustituido por Manuel Portela Valladares.

La discusión en el seno del gabinete del plan de Martínez Anido se produjo entre los días 6 y 10 de agosto, produciéndose una aguda división en su seno. Los ministros Joaquín Chapaprieta (Trabajo), Rafael Gasset Chinchilla (Fomento) y Villanueva (Hacienda) se manifestaron radicalmente en contra. Santiago Alba, que tampoco lo apoyaba, propuso entonces que el plan fuera evaluado por el Estado Mayor Central, presidido por Weyler, esperando que este lo rechazaría, pero el 29 de agosto presentó un dictamen favorable. Cinco días después, el 3 de septiembre, los ministros Chapaprieta, Gasset y Villanueva dimitieron, "en desacuerdo con lo que consideraban enésima claudicación del poder civil". Por el contrario, los círculos militares esta vez alabaron al gobierno por «apartar los obstáculos a los planes militares» y el diario El Ejército Español, que hasta entonces no había cesado de acosar al gobierno, acogió la dimisión de los ministros Miguel Villanueva, Joaquín Chapaprieta y Rafael Gasset Chinchilla, como una victoria de «los intereses superiores del país». El diario conservador ABC valoró la crisis de gobierno como un «espectáculo deprimente» que reflejaba la «desorientación política» característica del sistema.

### Agravamiento del conflicto con los militares
Dos semanas antes de la dimisión de los ministros tuvo lugar un acontecimiento que acentuó el conflicto del gobierno con los militares. El 23 de agosto se produjeron graves incidentes en Málaga al negarse las tropas a embarcar rumbo al protectorado de Marruecos. El principal responsable del amotinamiento, el cabo Sánchez Barroso, fue procesado pero el gobierno lo indultó, lo que fue interpretado por muchos militares como una prueba de las dudas que tenía el gobierno sobre el futuro de Marruecos, y de las que hacía máximo responsable al Ministro de Estado Santiago Alba, acusado de derrotismo.
El incidente de Málaga convenció a Primo de Rivera de que había llegado el momento de actuar. Según el historiador israelí Shlomo Ben-Ami, "Primo de Rivera diría más tarde que su patriótica decisión [de tomar el poder] fue estimulada por el motín de Málaga. La absolución de Barroso me hizo comprender las dimensiones del horrible abismo al que había sido arrojada España. Los militares no vieron en el motín de Málaga un simple acto de insubordinación, sino el reflejo del colapso de la ley como elemento disuasorio y de una atmósfera general de derrotismo, cultivada por separatistas antipatrióticos, comunistas y sindicalistas. Así pues, mientras que los tribunales militares debían castigar a los amotinados, la justicia militar debía actuar también contra los otros, es decir, los civiles antipatrióticos. Correspondía al ejército educar a la comunidad civil e imbuirle un sistema español de valores. […] Para exasperar aún más a los militares, temerosos de que los amotinados infectaran a otras unidades del Ejército, el diario ABC —cuya histérica campaña contra la desintegración del Estado ayudaba a crear el clima apropiado para el golpe— publicó una fotografía de Barroso fraternizando con dos oficiales".

## La "cuestión regional": los incidentes del 11 de septiembre en Barcelona
La "guerra social" desatada en Cataluña a partir de febrero de 1919 con la Huelga de la Canadiense tuvo como consecuencia que la Lliga Regionalista de Francesc Cambó abandonara la campaña Per Catalunya i l'Espanya Gran a favor de un Estatuto de Autonomía para Cataluña  -que estuvo plagada de incidentes y de algaradas en las calles de Barcelona que llevaron al gobierno a suspender las garantías constitucionales en enero de 1919-. La nueva política de la Lliga de dar prioridad a la defensa del "orden social" frente a la reivindicación estatutaria,  provocó la radicalización de amplios sectores del nacionalismo catalán, especialmente la Joventut Nacionalista de la Lliga, decepcionados con la nueva estrategia del catalanismo conservador. El resultado fue el nacimiento de dos nuevas formaciones nacionalistas catalanas radicales:  Estat Català, fundada en julio de 1922 y liderada por el excoronel Francesc Macià, y Acció Catalana. Acció Catalana obtuvo un éxito relativo en las elecciones generales de abril de 1923 que ratificó en las elecciones a diputados provinciales de junio. Siguiendo el modelo irlandés, Acció Catalana llegó a formar un embrión de "Ejército catalán", con la creación de la clandestina Societat d'Estudis Militars o Servei d'Entrenament Militar (SEM).
El 8 de julio de 1923 Acció Catalana propuso a los nacionalistas vascos y gallegos la formación de una Triple Alianza nacionalista. La invitación apareció en el diario La Publicitat, portavoz de Acció, y fue respondida afirmativamente por Aberri, el órgano de los nacionalistas vascos radicales, que entonces controlaban el PNV, mientras que los moderados habían formado la Comunión Nacionalista Vasca. En las semanas siguientes se adhirieron al proyecto las Irmandades da Fala y la Irmandade Nazonalista Galega, así como Estat Catalá, la Unió Catalanista, la Comunión Nacionalista Vasca y un grupo de nacionalistas valencianos.

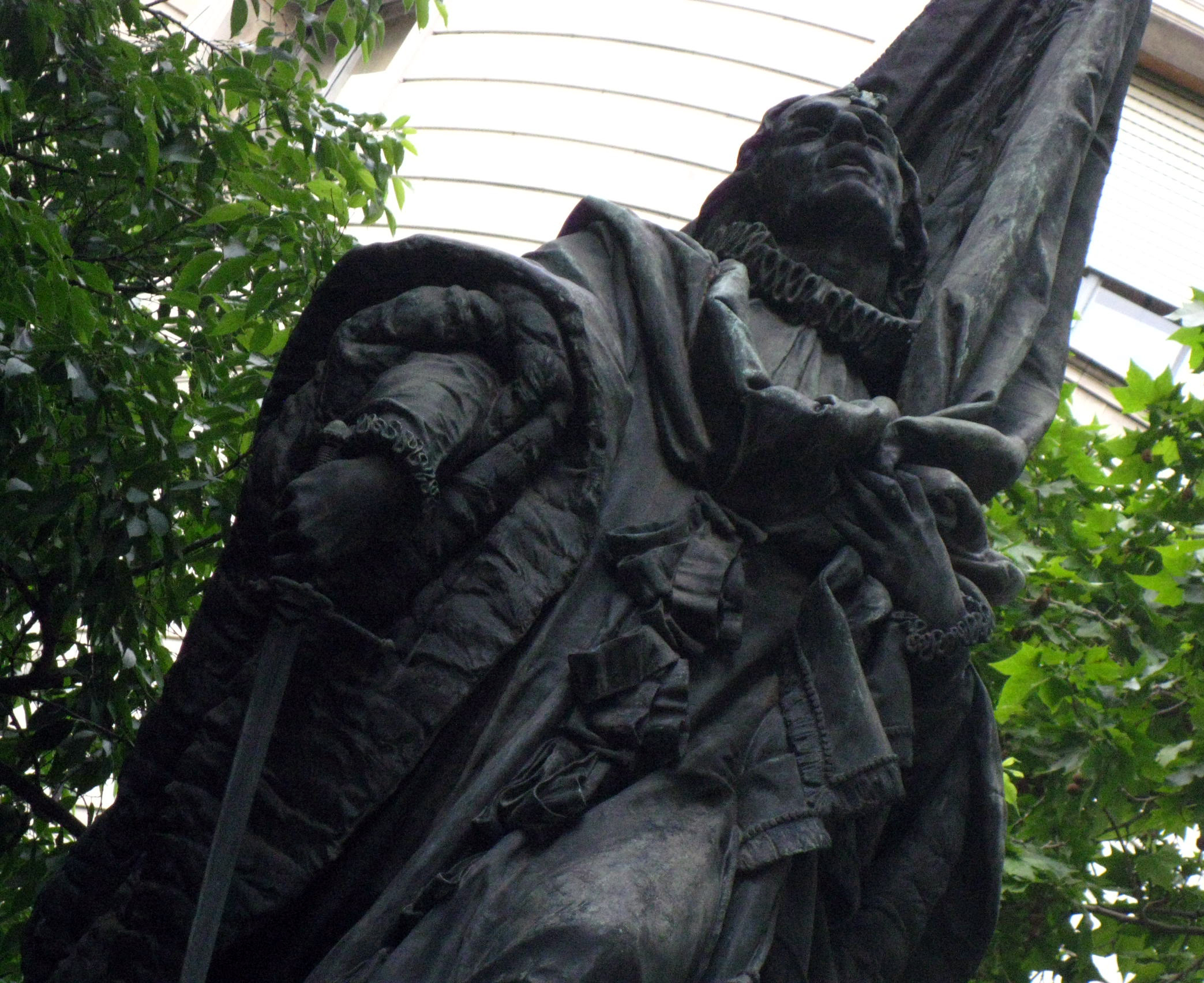
Estatua de Rafael Casanova, situada en la Ronda de San Pedro de Barcelona, en torno de la cual se produjeron los incidentes del 11 de septiembre de 1923.

La presentación de la Triple Alianza tuvo lugar en Barcelona el 11 de septiembre de 1923, Diada de Cataluña, con un homenaje frente a la estatua del conseller Rafael Casanova, en el que participaron Acció Catalana, el PNV y los galleguistas de las Irmandades. Durante el acto se profirieron gritos a favor de la rebelión de Abd el-Krim y de su autoproclamada República del Rif en el Protectorado Español en Marruecos, y hubo enfrentamientos con grupos "españolistas" y con la policía, que produjeron alrededor de treinta heridos. También hubo abucheos a la bandera española y gritos de "¡Muera España!", "¡Muera el Estado opresor!" y "¡Muera el ejército!". El impacto que tuvieron estos incidentes entre los oficiales de la guarnición de Barcelona fue enorme y provocaron que el capitán general Miguel Primo de Rivera adelantara dos días el golpe de Estado previsto para el 15 de septiembre.

## El golpe de Primo de Rivera
A las 9:30 de la mañana del 12 de septiembre de 1923 se reunieron con Primo de Rivera en su despacho de Capitanía de Barcelona los generales y jefes comprometidos con el golpe que recibieron las instrucciones finales. En Zaragoza la llegada del comandante José Cruz-Conde Fustegueras, enlace de los conspiradores con el gobernador militar, el general Sanjurjo, hizo que también se ultimaran los planes ante la pasividad del capitán general. En Madrid, los generales del Cuadrilátero consiguieron el apoyo del gobernador militar, el general Juan O'Donnell, duque de Tetuán, pero no el del capitán general Muñoz Cobos, aunque este no salió en defensa del gobierno. Estos preparativos fueron conocidos por el gobierno que decidió enviar a Barcelona al ministro Manuel Portela Valladares y también que el ministro de la Guerra, el general Aizpuru, enviara un telegrama a Primo de Rivera preguntándole por su implicación en la conjura. Primo de Rivera no respondió. Según Ben-Ami, "Aizpuru, amigo íntimo del general rebelde, no hizo ningún esfuerzo enérgico para impedir las actividades del general. Más aún, parecía haber proporcionado deliberadamente a los golpistas los argumentos contra el gobierno, al recomendar la amnistía del cabo Barroso, que encabezara el motín de soldados en Málaga contra la campaña marroquí".
A medianoche del 12 al 13 de septiembre de 1923 el capitán general de Cataluña Miguel Primo de Rivera proclamó en Barcelona el estado de guerra y sacó a los militares a la calle, que fueron ocupando los edificios clave de la ciudad. Lo mismo sucedió en el resto de las capitales catalanas. A las dos de la madrugada reunió a la prensa catalana y le entregó su Manifiesto al País y al Ejército españoles en el que justificaba la rebelión que acababa de encabezar y en el que anunciaba la formación de un Directorio Inspector Militar que tomaría el poder con el beneplácito del rey. En el "Manifiesto" se reflejaba la retórica clásica de los pronunciamientos pero, según Ben-Ami, la sublevación de Primo de Rivera no era exactamente un pronunciamiento pues pretendía gobernar sin los partidos (afirmaba que iba a salvar al país de las manos de los «profesionales de la política») y «establecer un nuevo régimen» y un nuevo tipo de parlamento «verdaderamente representativo de la voluntad nacional».

## Debate historiográfico:optimistasfrente apesimistas
En la década de los años 70 del siglo XX, el historiador británico Raymond Carr afirmó que el último gobierno de la monarquía pretendía realmente democratizar el sistema político de la Restauración, por lo que entendía que la Dictadura de Primo de Rivera no había puesto fin a un sistema "moribundo" sino que había frustrado una oportunidad de regeneración del mismo.
Así se abrió un debate historiográfico sobre el significado de la Dictadura de Primo de Rivera que todavía perdura entre los optimistas y los pesimistas, como los ha llamado el historiador Javier Moreno Luzón. Los primeros, entre los que se encuentran el propio Carr y Shlomo Ben-Ami, defienden que el gobierno de García Prieto estaba decidido a convertir la monarquía de Alfonso XIII en una democracia parlamentaria por lo que el golpe de Primo de Rivera en lugar de "rematar un cuerpo enfermo" lo que hizo fue estrangular "a un recién nacido" –en palabras de Raymond Carr, citadas por Moreno Luzón-. Los pesimitas, encabezados por Javier Tusell y Carlos Seco Serrano, defienden que el sistema de la Restauración estaba agotado, por lo que Primo de Rivera –en palabras de Javier Tusell, citado por Moreno Luzón- "no estranguló a un recién nacido, sino que enterró a un cadáver".
Según el optimista Shlomo Ben Ami,

El pronunciamiento de Primo de Rivera tuvo lugar precisamente en un momento en que el sistema parlamentario daba muestras de volverse auténtico, con lo que la política parlamentaria se convertía en una verdadera amenaza para la posición, hasta entonces indiscutible, de la monarquía y las prerrogativas de los militares. Las Cortes de 1923 ejercieron sus funciones más concienzudamente y con mayor energía que en cualquier tiempo anterior desde la restauración. […] No era decadencia, sino reforma y cambio lo que estaba en el orden del día cuando Primo de Rivera puso fin al régimen constitucional. El gobierno de García Prieto representaba un intento claro, aunque frustrado, de democratización de la monarquía española.

Santos Juliá apoya la tesis optimista:

Pero el golpe de Estado de 1923 había subvertido el desarrollo de la política española en varios aspectos fundamentales. Ante todo, dejó sin respuesta el dilema acerca de las posibilidades de desarrollo democrático de la Monarquía Constitucional. Raymond Carr lo ha expresado en célebre imagen: Primo de Rivera actuó asegurando que remataba un cuerpo enfermo cuando en realidad estrangulaba a un recién nacido; su golpe de Estado triunfó porque asestó el golpe al sistema parlamentario en el momento en que se operaba la transición de la oligarquía a la democracia. Manuel Azaña, testigo de los hechos, habría compartido esa opinión: el golpe no fue la acción quirúrgica destinada a sajar el cáncer de la vieja política, sino la prueba definitiva de la voluntad de la Corona de liquidar las Cortes en el momento en que iban a hacerse intérpretes de la opinión pública. Antes de permitir el funcionamiento pleno y prestigioso del Parlamento prefirieron destruirlo, escribió Azaña. Por supuesto, en esta interpretación, lo recién nacido no es el régimen constitucional, sino el inicio de su evolución hacia un parlamentarismo democrático.

Genoveva García Queipo de Llano defiende la tesis pesimista:

El sistema político de la Restauración estaba en plena crisis en 1923. Aunque se había producido algún cambio en su seno lo cierto es que éste había sido muy insuficiente y sólo había contribuido a multiplicar la inestabilidad. En las elecciones resultaba cada vez más difícil controlar los resultados desde el poder. Se había producido una proliferación de pequeños grupos que, al exigir una cada vez mayor participación en el poder, favorecían la inestabilidad gubernamental. En el período comprendido entre 1917 y 1923 hubo veintitrés crisis totales y treinta parciales. No puede extrañar que la opinión pública pensara que el Estado iba a la deriva en manos de unos incapaces. Por otro lado, apenas si se puede decir que hubiera una verdadera oposición capaz de convertirse en auténtica alternativa al sistema de la Restauración. En primer lugar el republicanismo había perdido su fuerza y el socialismo la tenía aún muy pequeña. (...) Ni los católicos [incluido el carlismo] ni los regionalistas eran capaces tampoco de resultar tan influyentes como para producir un cambio en el sistema político.

Eduardo González Calleja se decanta por la posición pesimista pues considera que la tesis de Raymond Carr y de Shlomo Ben Ami es difícil de sostener debido a la "inoperancia y a las claudicaciones" del gobierno de García Prieto y a la manipulación de las elecciones de abril de 1923 para obtener una mayoría favorable en las Cortes.
Javier Moreno Luzón mantiene una posición equidistante entre optimistas y pesimistas:

Hablar de democratización de la monarquía española resulta a todas luces exagerado, puesto que aún no se había producido una movilización masiva capaz de quebrar las estructuras caciquiles, más que sólidas, y tampoco se había abordado una reforma constitucional que tallase un auténtico régimen parlamentario. No obstante, el sistema de la Restauración en crisis había mostrado una notable capacidad para adaptarse a las circunstancias mediante concentraciones o coaliciones que prolongaron su vida y lo estabilizaron, había introducido medidas económicas significativas –de la jornada de ocho horas al arancel- e integrado a buena parte de sus críticos, como los catalanistas y los reformistas. Mal que bien, las amenazas revolucionarias de la guerra y la posguerra se habían superado. Además, el parlamento había depurado sus funciones y adquirido una relevancia inusitada en las discusiones públicas sobre el desastre de Annual, de las que no se salvó ni el rey, y faltaban por concretarse las propuestas democratizadoras de los liberales. […] Nada estaba decidido y diversos futuros seguían abiertos cuando el capitán general y su soberano decidieron romper amarras con la legalidad y aventurarse por el imprevisible territorio de la violencia insurreccional.